# Моноопера
Моноо́пера (від грецьк. monos — один і опера) — опера для одного виконавця. 
Серед найвідоміших моноопер: 
- «Людський голос» Франсіса Пуленка,
- «Чекання» А. Шенберга,
- «Ніжність» В. Губаренка та ін.

В XVIII столітті в Європі були поширені музично-театральні твори для одного актора (або двох акторів), супроводжувані музикою, - вони іменувалися словом «мелодрама» («Пігмаліон» Ж. Ж. Руссо - являє собою ліричний монолог головного героя).
До моноопери близька дуоопера («Моцарт і Сальєрі» М. А. Римського-Корсакова, «Телефон» Дж. Менотті).